# Cengiz Çakıcı
Cengiz Çakıcı (ur. 28 czerwca 1977) – turecki, a od 1995 roku niemiecki zapaśnik startujący w stylu wolnym. Zajął 31. miejsce na mistrzostwach świata w 2003. Dziesiąty na mistrzostwach Europy w 2003. Czwarty w Pucharze Świata w 2003. Trzeci na MŚ juniorów w 1990 roku.
Mistrz Niemiec w 1998 i 2003; drugi w 1997, a trzeci w 2002 roku.